# Мюрен, Роберт
Роберт Мюрен (нидерл. Robert Mühren; род. 18 мая 1989, Пюрмеренд, Северная Голландия) — нидерландский футболист, нападающий клуба «Волендам».

## Клубная карьера
Мюрен — воспитанник клубов «Аякс» и «Волендам». 5 августа 2011 года в матче против «Дордрехта» он дебютировал в Эрстедивизи в составе последнего. 30 сентября в поединке против ситтардской «Фортуны» Роберт сделал «дубль», забив свои первые голы за «Волендам». 3 августа 2013 года в матче против «Алмере Сити» он сделал хет-трик. По итогам сезона Роберт забил 25 мячей и стал лучшим бомбардиром команды.
Летом 2014 года Мюрен перешёл в АЗ, подписав контракт на 3 года. Сумма трансфера составила 350 тыс. евро. 30 августа в матче против «Дордрехта» он дебютировал в Эредивизи. 5 октября в поединке против «Твенте» Роберт забил свой первый гол за АЗ.
В начале 2017 года Мюрен перешёл в бельгийский «Зюлте-Варегем», подписав контракт на два с половиной года. 5 февраля в матче против «Гента» он дебютировал в Жюпиле лиге. 12 марта в поединке против «Эйпена» Роберт забил свой первый гол за «Зюлте Варегем». В своём дебютном сезоне он помог клубу завоевать Кубок Бельгии. Летом 2017 года Мюрен на правах аренды вернулся на родину, став игроком роттердамской «Спарты». 20 августа в матче против ПЕК Зволле он дебютировал за новый клуб. В этом же поединке Роберт забил свой первый гол за «Спарту». Летом 2018 года Мюрен был арендован НАК Бреда. 22 сентября в матче против ВВВ-Венло он дебютировал за новую команду.
Летом 2019 года Мюрен на правах аренды перешёл в «Камбюр». 9 августа в матче против «Де Графсхап» он дебютировал за новый клуб. 16 августа в поединке против «Гоу Эхед Иглз» Роберт сделал «дубль», забив свои первые голы за «Камбюр». 27 сентября в матче против своего бывшего клуба «Волендама» он сделал «хет-трик». В составе «Камбюра» он дважды стал лучшим бомбардира чемпионата. Летом 2021 года Мюрен вернулся в «Волендам» на правах свободного агента, подписав контракт на 3 года.

## Достижения

### Командные
«Зюлте Варегем»
- Обладатель Кубка Бельгии: 2016/17

«Волендам»
- Победитель Первого дивизион Нидерландов: 2024/25[нидерл.]

### Личные
- Лучший бомбардир Эрстедивизи (2): 2019/20, 2020/21